# Bogdan Norčič
Bogdan Norčič (Kranj, 9 settembre 1953 – Cerklje na Gorenjskem, 4 aprile 2004) è stato un saltatore con gli sci jugoslavo.
In seguito alla dissoluzione della Jugoslavia, nel 1991 assunse la nazionalità slovena.

## Biografia
Debuttò in campo internazionale in occasione della tappa del Torneo dei quattro trampolini di Innsbruck del 29 dicembre 1971 (45°). In Coppa del Mondo esordì nella gara inaugurale del 27 dicembre 1979 a Cortina d'Ampezzo (9°) e ottenne il primo podio il 12 gennaio 1980 a Sapporo.
In carriera prese parte a due edizioni dei Giochi olimpici invernali, Innsbruck 1976 (38° nel trampolino normale, 28° nel trampolino lungo) e Lake Placid 1980 (48° nel trampolino normale, 38° nel trampolino lungo).

## Palmarès

### Coppa del Mondo
- Miglior piazzamento in classifica generale: 20º nel 1980
- 2 podi (tutti individuali):
  - 1 secondo posto
  - 1 terzo posto

### Torneo dei quattro trampolini
- 1 podio:
  - 1 secondo posto